# Cum Nuper
Cum Nuper è una enciclica di Papa Pio IX, pubblicata il 20 gennaio 1858, con la quale il Pontefice, addolorato per il violento terremoto che aveva colpito le popolazioni del Regno delle Due Sicilie, invitò i vescovi locali ad implorare la misericordia di Dio, a curare la preparazione e la disciplina del Clero nelle varie diocesi e ad incontrarsi frequentemente fra di loro al fine di esaminare in comune i problemi dei fedeli.